# 平群町立平群北小学校
平群町立平群北小学校（へぐりちょうりつ へぐりきたしょうがっこう）は、奈良県生駒郡平群町緑ヶ丘にある公立小学校。

## 概要
- 1978年、平群東小学校から分離する形で開校[1]。同年6月20日を創立記念日とする[2]。

## 沿革
出典
- 1978年（昭和53年）- 平群東小学校から分離して創立
- 1979年（昭和54年）- 校歌制定、プール完成
- 1999年（平成11年）- 大規模改修工事完了
- 2007年（平成19年）- 創立30周年記念行事開催
- 2012年（平成24年）- 体育館大改修

## 通学区域
- 上庄1 - 3丁目、菊美台 1 - 5丁目、緑ヶ丘1 - 6丁目、椿台1 - 4丁目、檪原、椣原、西向、鳴川[4]

## 進学先中学校
- 平群町立平群中学校[4]

## 交通アクセス
- 近畿日本鉄道 元山上口駅（近鉄生駒線）から徒歩約15分。

## 通学区域が隣接している学校
- 平群町立平群小学校
- 斑鳩町立斑鳩東小学校
- 生駒市立生駒南第二小学校
- 生駒市立生駒南小学校

以下は大阪府。
- 東大阪市立上四条小学校
- 東大阪市立義務教育学校くすは縄手南校
- 八尾市立高安小学校